# Мурурата
Мурурата (кеч., ісп. Mururata) — гора висотою 5869 м у гірському хребті Кордильєра-Сентраль (за іншим поділом — Кордильєра-Реаль), частині Центральних Анд. Гора розташована за 15 км на північ від гори Іїмані та видима з міста Ла-Пас.